# ブルックス第2彗星
ブルックス第2彗星(英語: 16P/Brooks 2)は、1889年7月7日にウィリアム・ロバート・ブルックスが発見した周期彗星である。発見から約1ヶ月後には木星の重力の影響を受けていくつかに分裂し、そのうち最も大きい破片のみが観測できる。2016年12月31日には木星に0.333 auまで接近した。2053年7月3日には木星に0.247 auまで接近すると予測されている。

## 観測史
ブルックス第2彗星は1889年7月7日にウィリアム・ロバート・ブルックスにより発見された。発見当日は動きを観測できなかったが、翌朝に北へ移動しているのを確かめることができた。1889年8月1日、有名な彗星ハンターのエドワード・エマーソン・バーナードはそれぞれ1分と4.5分離れた位置に2つの核断片"B"と"C"があることを発見した。また8月2日にはさらに別の4つか5つを発見したが、翌日には見られなくなっていた。8月4日には、"D"及び"E"と名付けられたさらに2つの断片が発見された。"E"は翌夜、"D"は翌週にはなくなっていた。8月の中旬頃から、"B"は大きく暗くなり、9月初旬に消滅した。"C"は1889年11月頃まで見られた。その後1891年1月13日に接近が終わるまで、新しい彗星核が発見されることはなかった。
この核の分裂は、1886年に彗星が木星のロッシュ限界の内に入り、イオと同様の軌道になったときに起こったと考えられている。1889年の発見時以来、この彗星は2等級以上暗くなっており、他の破片は観測されていない。

## 近日点通過
2021年4月18日にブルックス第2彗星は近日点を通過した。前回以前の近日点通過は以下の通りである。
- 1889年9月30日
- 1896年11月4日
- 1903年12月6日
- 1911年1月8日
- 1918年2月13日 (観測されず)
- 1925年11月1日
- 1932年10月9日
- 1939年9月15日
- 1946年8月25日
- 1953年8月7日
- 1960年6月17日
- 1967年3月11日 (観測されず)
- 1974年1月3日
- 1980年11月25日
- 1987年10月16日
- 1994年9月1日
- 2001年7月19日
- 2008年4月12日
- 2014年6月7日
- 2021年4月18日

また、次に近日点を通過するのは2028年4月21日である。次回以降の近日点通過は以下の通りである。
- 2028年4月21日
- 2035年4月22日
- 2042年4月21日
- 2049年4月22日
- 2056年3月23日
- 2062年5月29日
- 2068年11月19日
- 2075年6月24日
- 2082年1月27日
- 2088年9月12日
- 2095年4月28日
- 2101年12月5日